# 庫姆里蘇內利

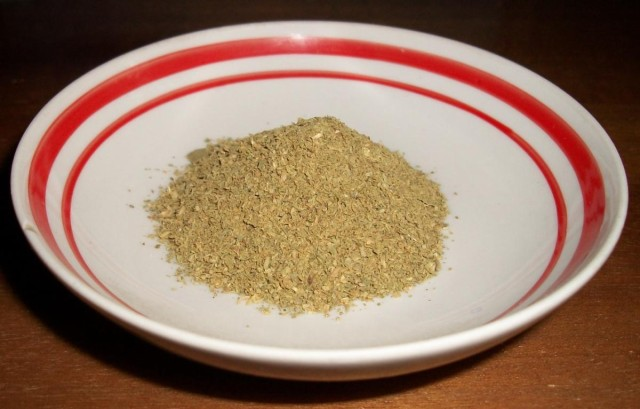
庫姆里蘇內利

庫姆里蘇內利是喬治亞的一種傳統混合調味料。庫姆里蘇內利起源於喬治亞，流行在整個高加索地區。庫姆里蘇內利包括了芫荽、蒔蘿、羅勒、月桂葉、墨角蘭、藍胡盧巴、香芹、紅花、番紅花、黑胡椒、旱芹、麝香草、神香草、薄荷等多種香料。庫姆里蘇內利是許多喬治亞傳統菜餚必不可少的調料。